# Douriez
Douriez (Aussprache [duʁˈje]) ist eine französische Gemeinde mit 291 Einwohnern (Stand: 1. Januar 2022) im Département Pas-de-Calais in der Region Hauts-de-France (vor 2016 Nord-Pas-de-Calais). Sie gehört zum Arrondissement Montreuil und zum Gemeindeverband Les 7 Vallées.

## Lage
Die Gemeinde Douriez liegt am Fluss Authie, der hier die Grenze zum Département Somme markiert, 21 Kilometer südöstlich der Küstenstadt Berck. Nachbargemeinden von Douriez sind Saint-Rémy-au-Bois und Gouy-Saint-André im Norden, Tortefontaine im Osten, Ponches-Estruval im Süden, Dominois im Südwesten, Argoules im Westen sowie Saulchoy im Nordwesten.

## Bevölkerungsentwicklung
| Jahr                       | 1962 | 1968 | 1975 | 1982 | 1990 | 1999 | 2007 | 2014 | 2022 |
| Einwohner                  | 276  | 281  | 239  | 259  | 256  | 298  | 289  | 333  | 291  |
| Quellen: Cassini und INSEE |      |      |      |      |      |      |      |      |      |

## Sehenswürdigkeiten
- Kirche Nativité-de-Notre-Dame aus dem 16. Jahrhundert
- Schloss Valloires
- Wassermühle

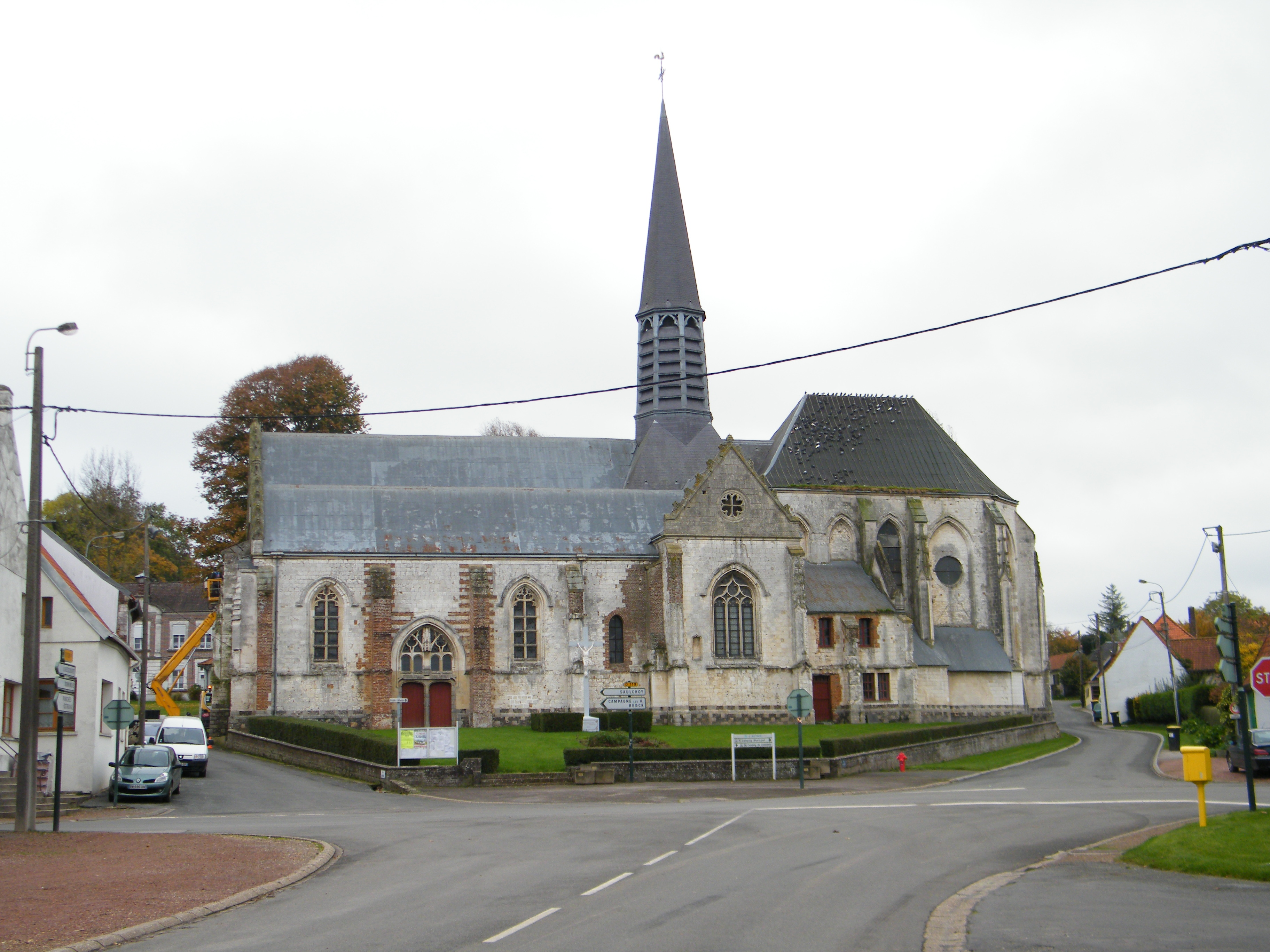
Kirche Nativité-de-Notre-Dame
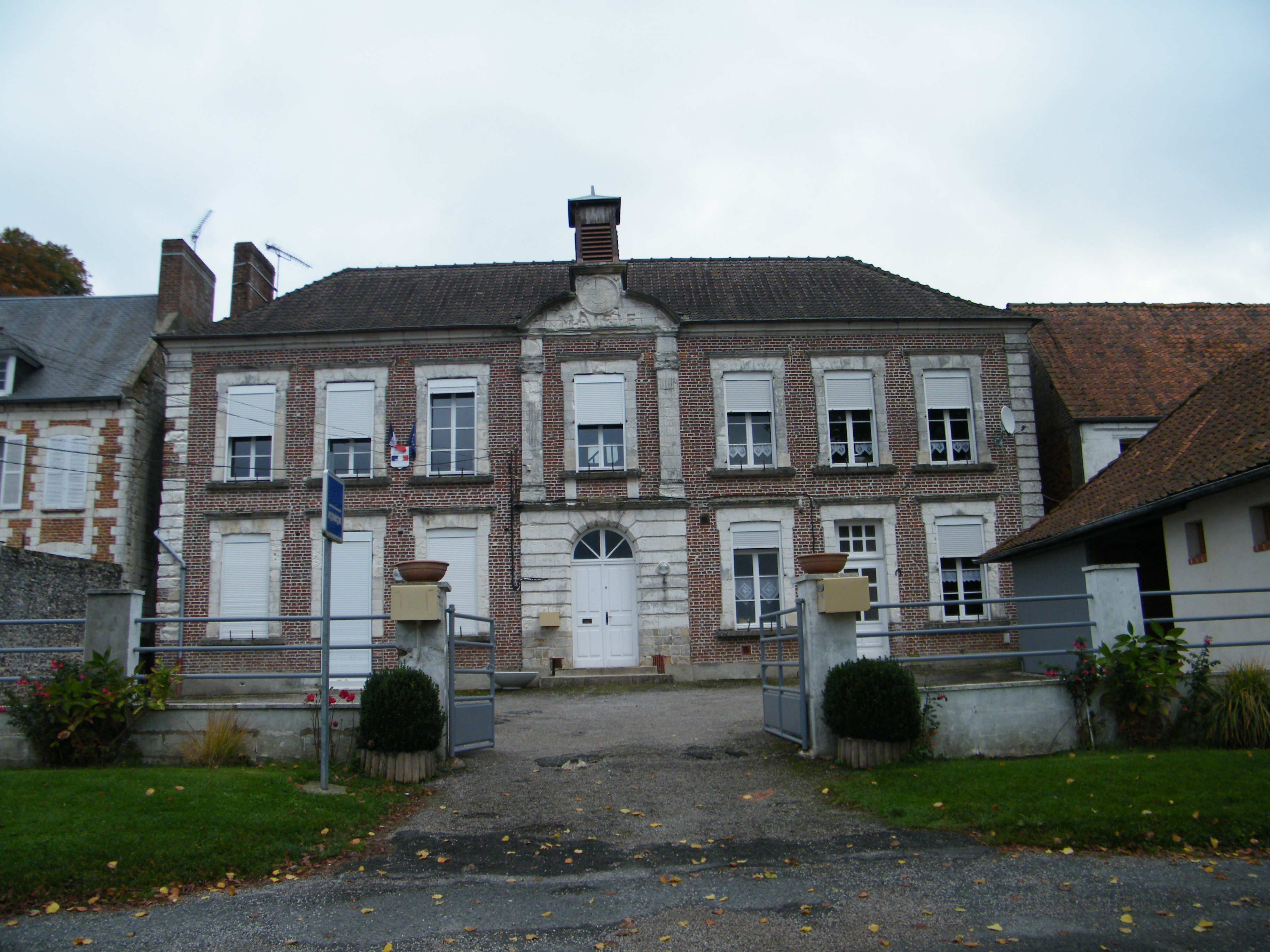
Mairie Douriez
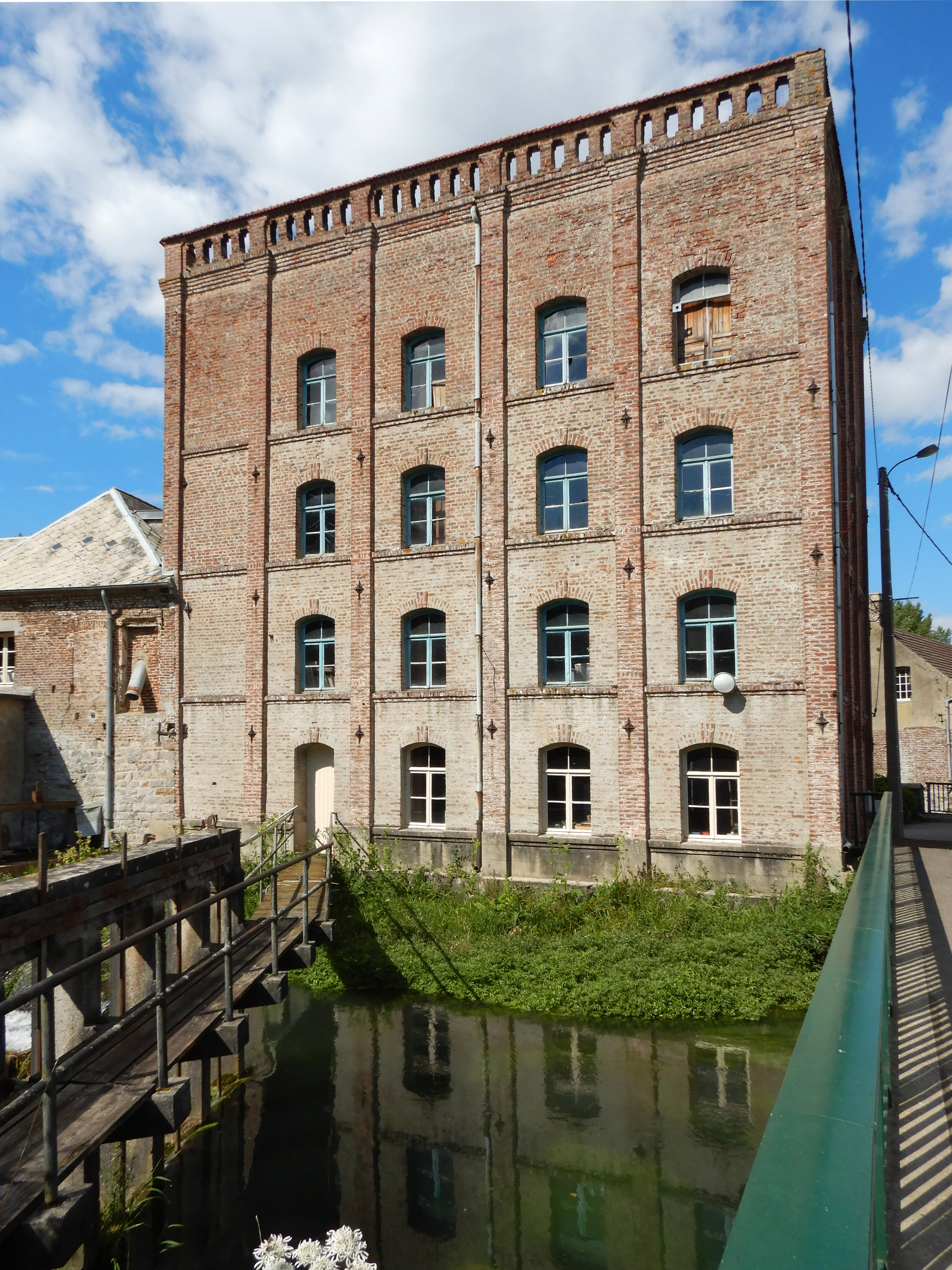
Wassermühle
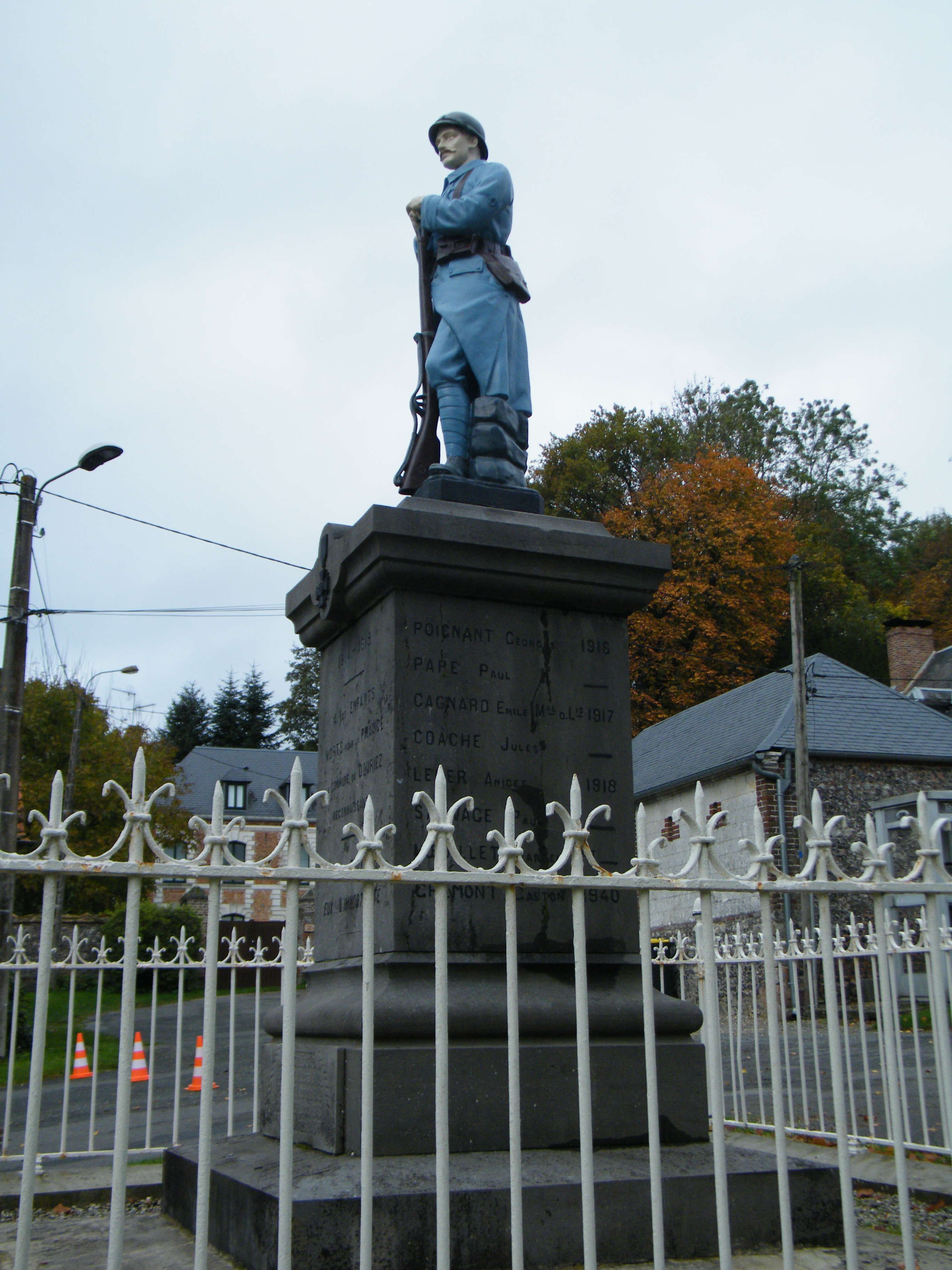
Gefallenendenkmal